# Paralotniarstwo

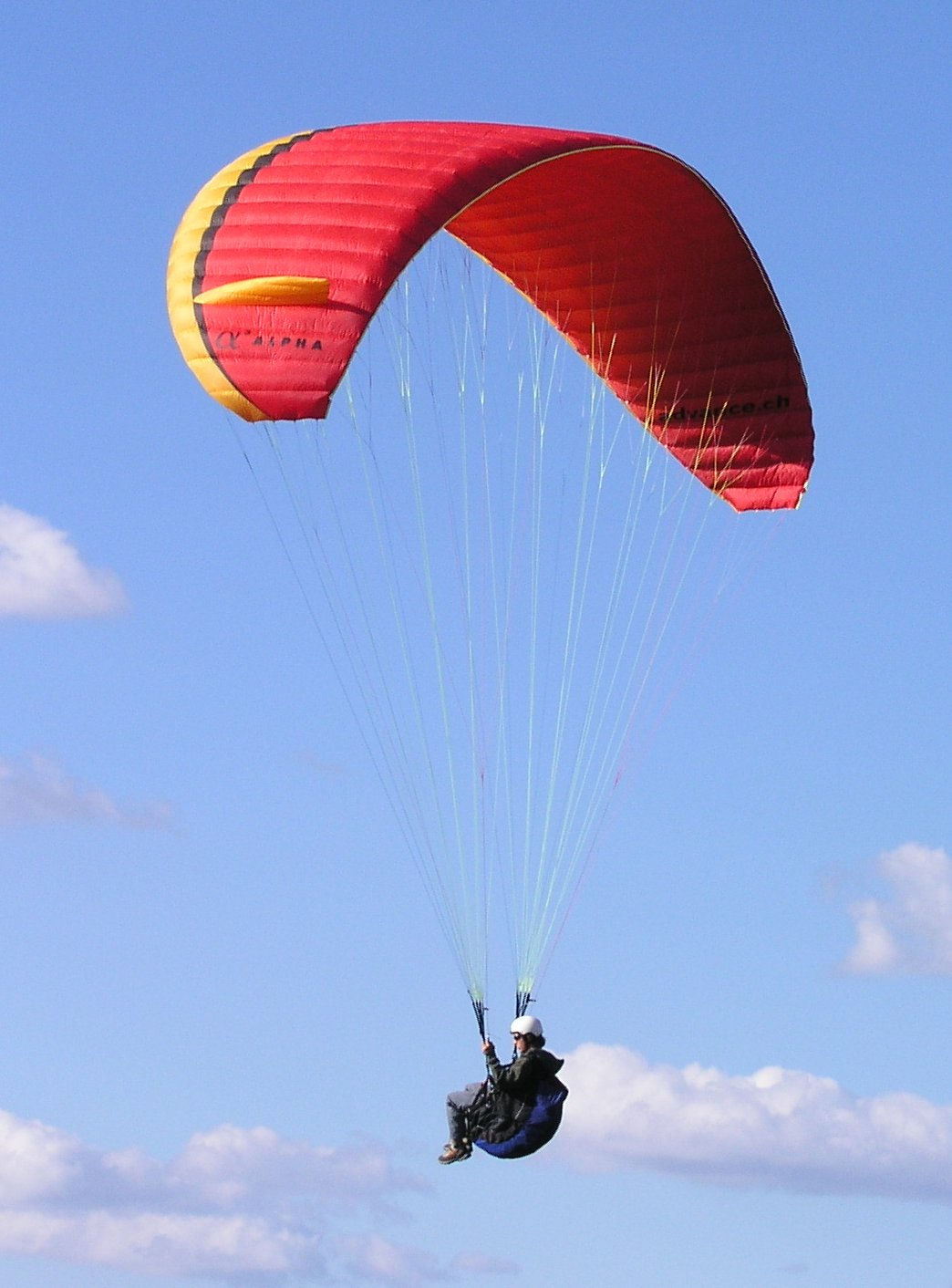
Paralotniarstwo

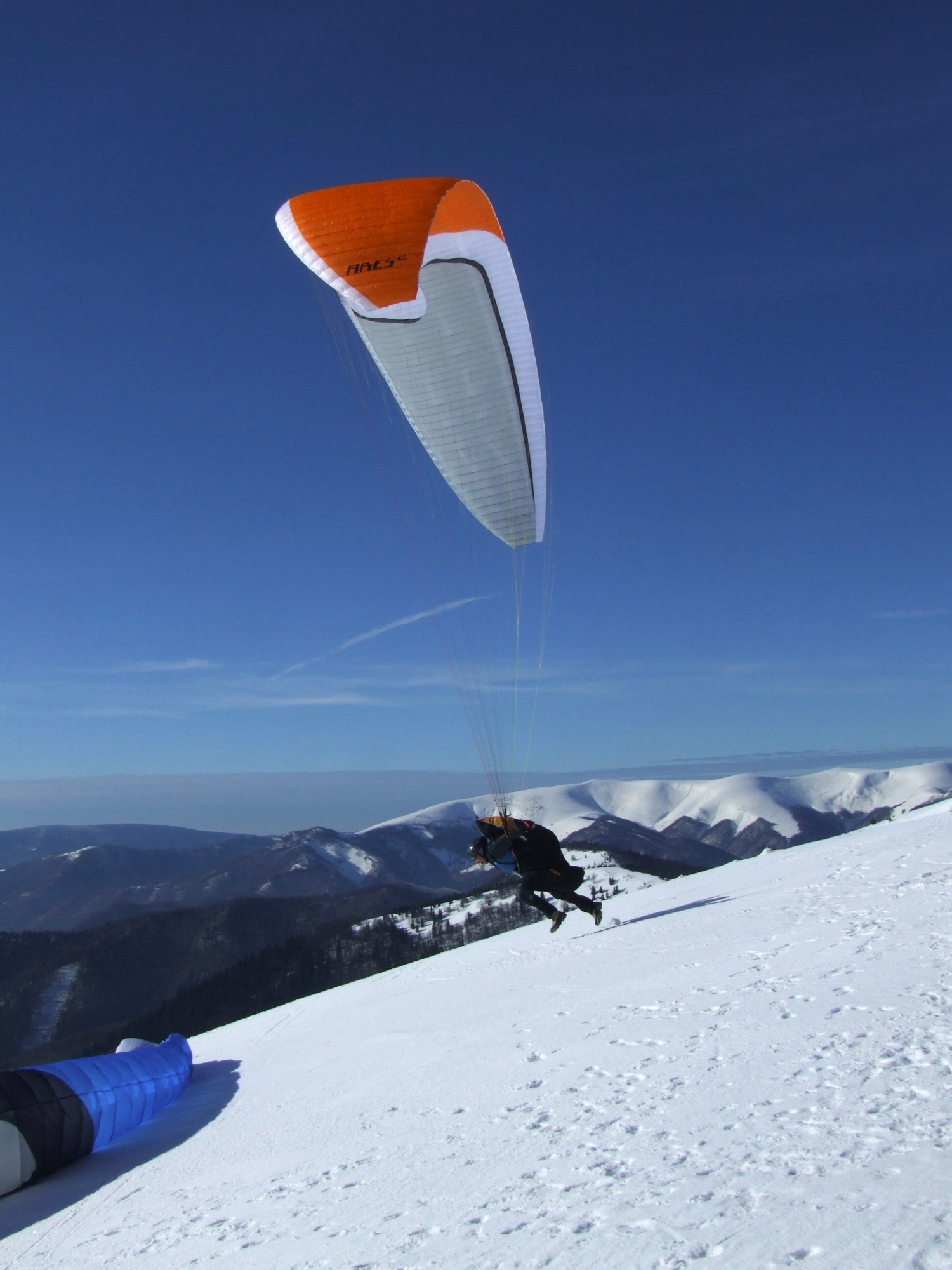
Start paralotniarza ze stoków Wielkiej Fatry

Paralotniarstwo – sport i forma rekreacji polegająca na lataniu przy użyciu paralotni. Jest jednym z najpopularniejszych (szczególnie w Europie i Ameryce Południowej) sportów lotniczych. Paralotniarstwo jest często mylone z lotniarstwem. Zasadniczą różnicą jest brak sztywnych elementów konstrukcyjnych w paralotni.
Paralotniarstwo we współczesnej formie powstało pod koniec lat 70. XX wieku we Francji, do Polski dotarło pod koniec lat 80. XX w. Współcześnie jest najbardziej popularne w kraju swojego powstania. Liczba uprawiających ten sport jest trudna do oszacowania, ze względu na to, że znaczny odsetek uprawiających ten sport nie rejestruje się ani nie zdobywa oficjalnych licencji.
Paralotniarstwo jest sportem czysto amatorskim. Istnieje jednak grupa kilkuset zawodników, którzy regularnie startują w krajowych i zagranicznych zawodach sportowych. W Polsce do uprawiania tego sportu wymagana jest Licencja IPPI (The International Pilot Proficiency Information Card) wystawiana przez Międzynarodową Federację Lotniczą lub polskie Świadectwo kwalifikacji pilota paralotni wydawane przez Urząd Lotnictwa Cywilnego. W Polsce na początku 2006 r. zarejestrowanych było 1261 posiadaczy Świadectwa kwalifikacji pilota paralotni, w tym 70 osób z uprawnieniami instruktorskimi.

## Paralotnia

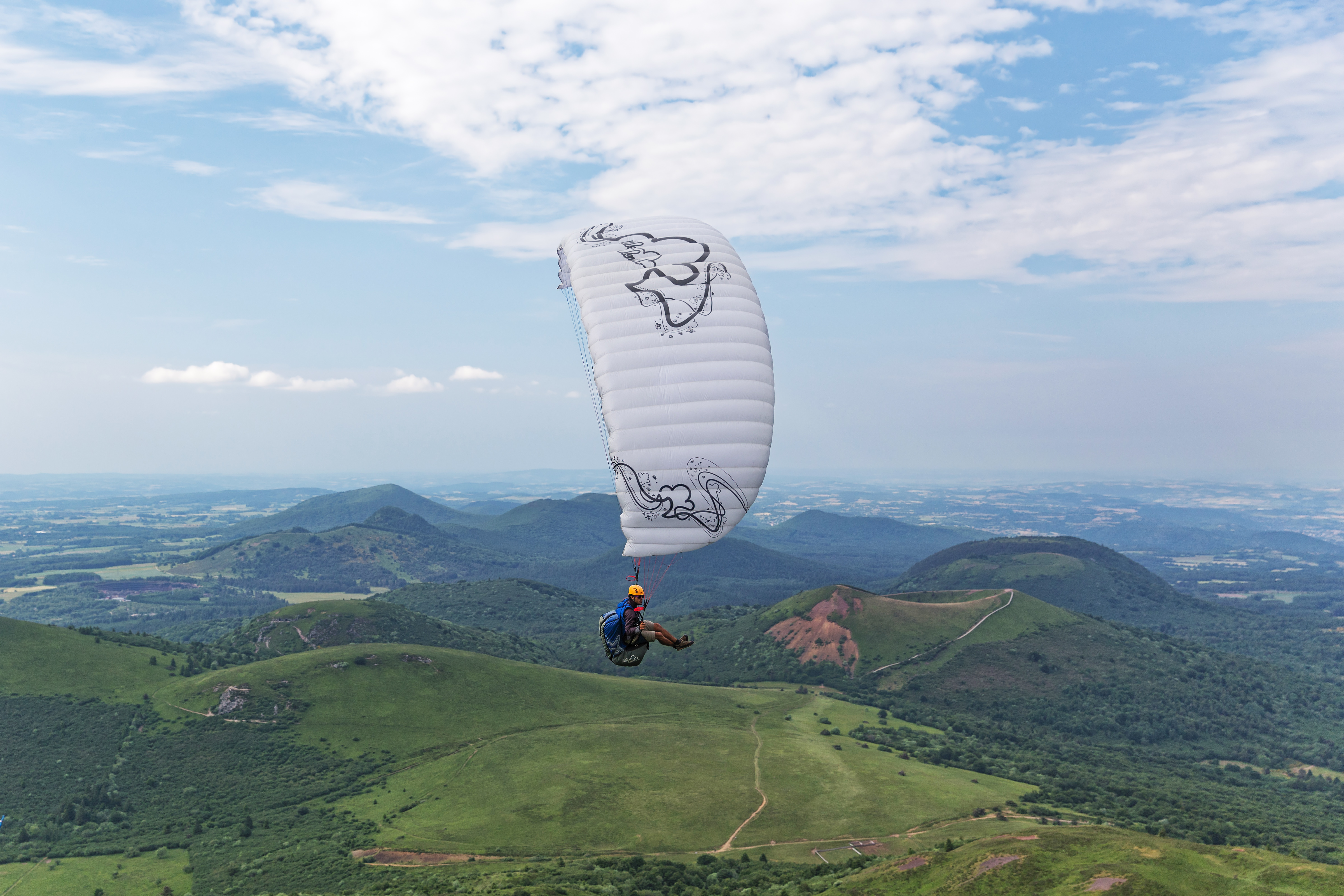

Paralotnia, zwana też glajtem lub parapentem, jest szybującym miękkopłatem i aerodyną nie wymagającą żadnego silnika, choć może być używana także w połączeniu z napędem mechanicznym. Pilot siedzi w uprzęży zawieszonej pod skrzydłem wykonanym z tkaniny, którego profil aerodynamiczny utrzymywany jest przez ciśnienie opływającego je powietrza.

## Latanie

### Zloty
Najprostszą formą latania na paralotni są zloty polegające na starcie ze zbocza o odpowiednim nachyleniu, a następnie szybowaniu i lądowaniu na położonym niżej lądowisku. Podczas zlotu paralotnia szybuje w kierunku ziemi a czas lotu uzależniony jest przewyższeniem pomiędzy miejscem startu a lądowiskiem oraz doskonałością paralotni. Zloty najczęściej wykonywane są w początkowej fazie nauki latania, a także w zimie, kiedy nie występują kominy termiczne.

### Loty żaglowe

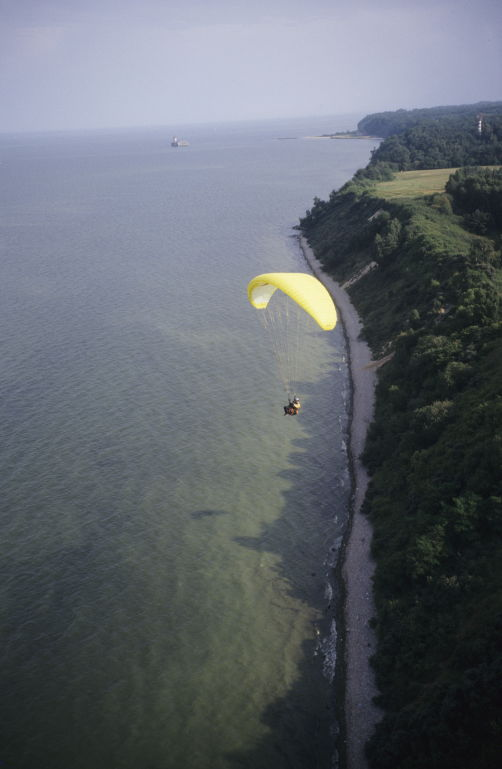
Paralotnia w locie żaglowym nad wybrzeżem, okolice Gdyni

W lotach żaglowych wykorzystuje się strefę noszeń powstającą wskutek napływu mas powietrza w kierunku zbocza. Możliwość wykonywania lotów żaglowych uzależniona jest przede wszystkim od kierunku wiatru, a także od jego stałej i odpowiednio dużej prędkości. Najlepsze warunki do wykonywania lotów żaglowych powstają przy prostopadłym do zbocza kierunku wiatru o prędkości 5–9 m/s. Zbyt słaby wiatr uniemożliwia utrzymanie stałej wysokości, zbyt silny grozi przewianiem paralotni na zawietrzną stronę zbocza gdzie występują bardzo niebezpieczne rotory i prądy zstępujące, tzw. duszenia.
Przy dostatecznie silnym wietrze możliwe jest lądowanie w miejscu startu lub jego okolicy, dzięki czemu bardzo szybko można rozpocząć kolejny lot.

### Loty termiczne
Niektóre powierzchnie lądu pod wpływem promieni słonecznych nagrzewają się szybciej np. skały, asfalt, tereny zabudowane. Nagromadzone ciepło jest oddawane znajdującemu się bezpośrednio nad lądem powietrzu, które unosi się, tworząc tzw. komin termiczny. Takie strefy noszeń termicznych mogą utrzymywać się przez bardzo długi czas w jednym miejscu. Przy silniejszym wietrze mogą być przerywane i przenoszone wraz z wiatrem z dala od terenu, nad którym powstały.
Piloci paralotni po natrafieniu na komin termiczny krążą w jego zasięgu, aby jak najdłużej pozostawać w strefie najsilniejszych noszeń. Ponieważ różnice w prędkości wznoszenia są bardzo trudno wyczuwalne dla człowieka, piloci z reguły wykorzystują wariometr, który za pomocą wyświetlacza i sygnałów dźwiękowych informuje o prędkości wznoszenia bądź opadania. Dzięki temu możliwe jest wyszukiwanie stref o największych prędkościach wznoszenia i krążenie w ich centrum, zwane w terminologii paralotniarskiej centrowaniem komina.
Wznoszenie się w kominie może trwać aż do osiągnięcia podstawy chmur lub granicy inwersji. Wznoszenie się w chmurze – choć możliwe – jest potencjalnie niebezpieczne.
Podstawowym niebezpieczeństwem związanym z lotem w chmurze jest utrata orientacji przez pilota. Śmiertelne zagrożenie niosą chmury typu cumulonimbus (burzowe), w których wnętrzu występują wyjątkowo silne ruchy powietrza, nieraz niosącego drobiny lodu, a prędkość prądów wznoszących uniemożliwia ucieczkę w dół. Pojawienie się takich chmur jest sygnałem do natychmiastowego zakończenia lotu.

### Przeloty
Najbardziej doświadczeni piloci wykorzystują zjawiska termiczne do pokonywania znacznych odległości. Po wzniesieniu się w kominie na odpowiednio dużą wysokość, pilot szybuje w kierunku następnego spodziewanego komina i znajdując go nabiera ponownie wysokości, którą utracił w wyniku szybowania. Powtarzanie tych manewrów powoduje że pilot jest w stanie przemieszczać się w wybranym kierunku, najczęściej zgodnym z kierunkiem wiejącego wiatru. Czas trwania przelotu ograniczony jest długością dnia, gdyż w nocy noszenia termiczne zanikają. Najdłuższe przeloty mogą trwać ponad 10 godzin, aktualny rekord świata wynosi 512 kilometrów w przelocie otwartym i 368 km w przelocie docelowym.
Najdłuższy przelot otwarty ze startem na terenie Polski wykonał 7 czerwca 2008 w Marcin Gorayski, startując za wyciągarką z Borska (Bory Tucholskie).

### Start i lądowanie
Start na paralotni wykonuje się z reguły pod wiatr lub w warunkach bezwietrznych. Starty ze słabym wiatrem z boku lub z tyłu, choć możliwe, są trudniejsze i potencjalnie niebezpieczne. Przy słabym wietrze stosuje się start klasyczny. Pilot biegnąc ciągnie za linki i podnosi leżące za nim skrzydło, które napełniając się powietrzem wznosi się ponad jego głowę. Przy silniejszym wietrze lub bardziej wymagających skrzydłach zawodniczych częściej stosuje się start odwrócony inaczej alpejski (lub w skrócie alpejka). Pilot krzyżując taśmy nośne odwraca się twarzą w stronę leżącego skrzydła, a następnie ciągnąc za nie unosi napełniane przez wiatr skrzydło ponad głowę. Po ponownym obróceniu się w kierunku lotu i rozbiegu w dół stoku, paralotnia odrywa się od ziemi. Staruje się na startowiskach.

#### Starty na holu

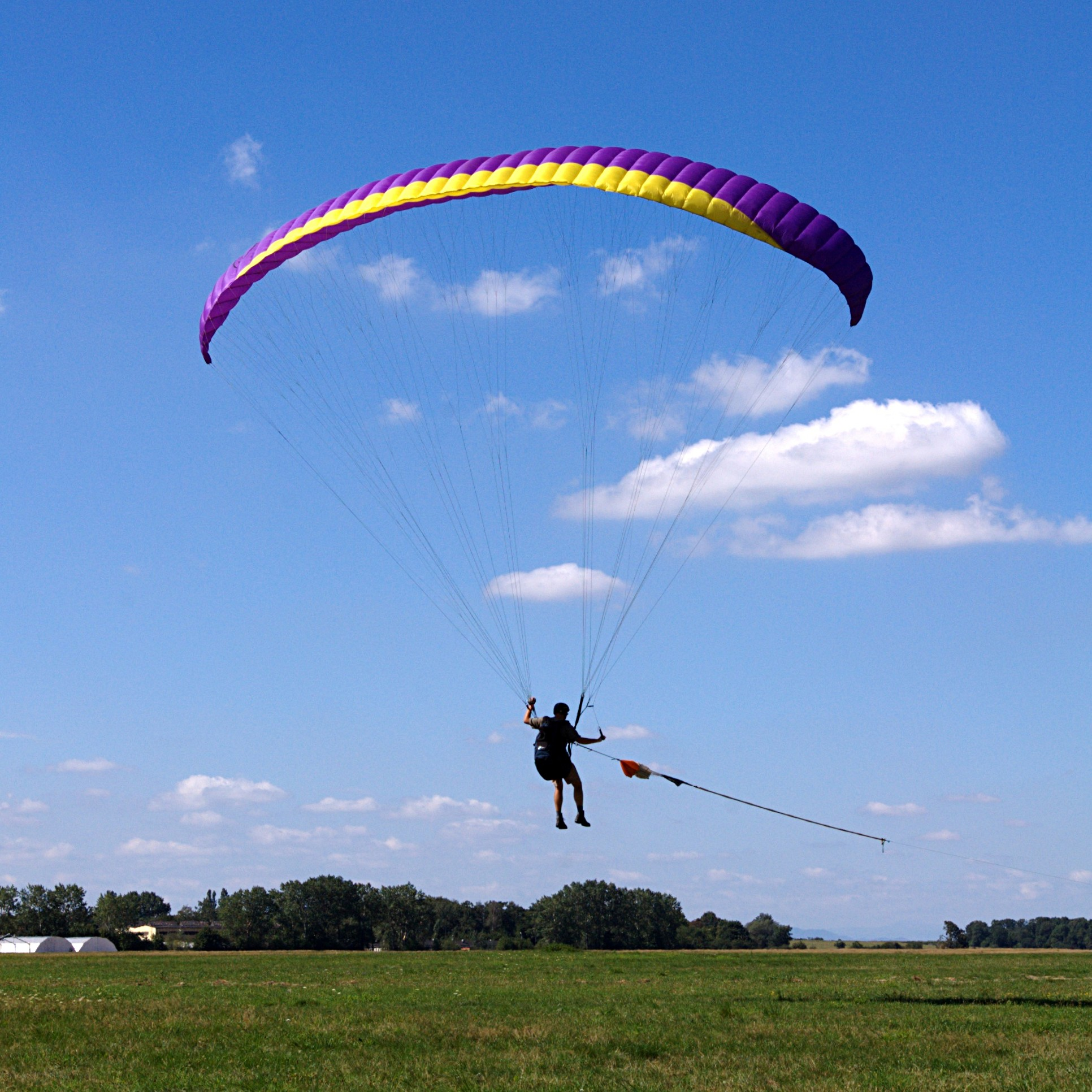
Start paralotni na wyciągarce stacjonarnej, lotnisko w Mirosławicach.

Do startów na terenach nizinnych wykorzystuje się wyciągarki. Najpopularniejsze są następujące rodzaje:
- malinka – lina o stałej długości przymocowana jest do samochodu poprzez siłownik – dynamometr – umożliwiający pomiar siły holowania. Regulacja siły holowania odbywa się poprzez zmianę prędkości jazdy samochodu.
- abrolwinda – bęben z nawiniętą liną zamontowany jest w samochodzie lub łodzi motorowej. Siła holowania regulowana jest poprzez kontrolowanie siły hamowania bębna z odwijającą się liną, a także poprzez zmianę prędkości pojazdu lub łodzi. Stosuje się także abrolwindy z dodatkowym pomiarem siły holowania za pomocą dynamometru.
- wyciągarka stacjonarna – lina nawijana jest na bęben za pomocą zamontowanego w wyciągarce silnika. Siła holowania kontrolowana jest najczęściej za pomocą hydrokinetycznej przekładni ze sprzęgłem.

Podstawowym warunkiem bezpiecznego holowania (oprócz odpowiedniego przeszkolenia pilota i obsługi wyciągarki) jest stałe kontrolowanie przez obsługę wyciągarki siły holowania oraz obserwowanie zachowania holowanej paralotni i innych latających w pobliżu jednostek.
W Polsce, z racji przeważającego terenu nizinnego, starty za wyciągarką cieszą się dużą popularnością. Loty holowane w krajowych warunkach pozwalają na uzyskanie typowej wysokości po wyczepieniu rzędu 300–700 m, co wystarczy do nawiązania kontaktu z termiką.

### Loty z napędem (PPG i PPGG)

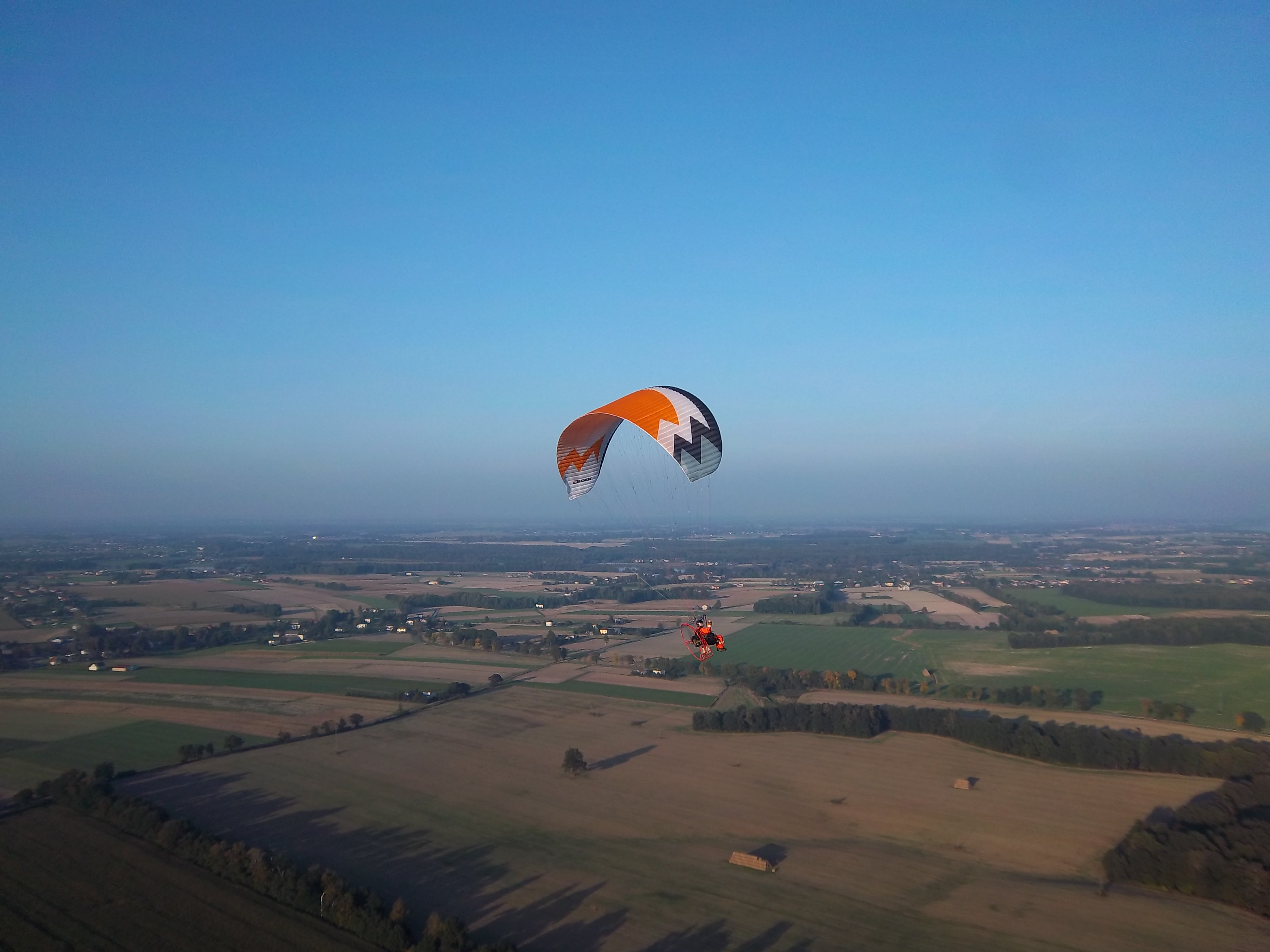
Paralotniarz z napędem PPG

Paralotnia może zostać wyposażona w napęd spalinowy. Jest to zazwyczaj silnik dwusuwowy ze śmigłem obudowanym w kosz, zamocowany na plecach pilota. Ze względu na znaczną wagę napędu (od 18 do 45 kg) i inny rozkład sił niż przy swobodnym lataniu, paralotnie przeznaczone do lotów z napędem mają nieznacznie odmienną konstrukcję. Podobnie jak przy lotach swobodnych, również w lataniu z napędem można używać skrzydła tandemowego – przeznaczonego do lotów z pasażerem.
Napęd umożliwia samodzielny start na płaskim terenie oraz wznoszenie w rejonach pozbawionych kominów termicznych. Start może odbywać się "z nóg" lub na specjalnym wózku (trajce).
Z użyciem napędu możliwe są też o wiele dłuższe przeloty. Maksymalna prędkość powietrzna paralotni z napędem wynosi około 85 km/h w warunkach bezwietrznych.

### Sterowanie
Podstawowym instrumentem są dwie linki zwane sterówkami, których końce pilot trzyma w rękach. U góry rozdzielają się one na szereg cieńszych linek, przymocowanych do krawędzi spływu skrzydła. Pociągnięcie sterówki powoduje zmianę geometrii jednej z połówek skrzydła oraz wzrost oporu powietrza na niej, w efekcie czego paralotnia skręca w stronę, po której ściągnięta została sterówka. Drugim sposobem sterowania paralotnią jest balans ciałem powodujący większe obciążenie jednej z połówek skrzydła paralotni i jej przechylenie.
Oba sposoby sterowania najczęściej łączy się razem, choć można używać tylko jednego z nich. Dla przykładu pilot, mając ręce zajęte wykonywaniem innego manewru, może sterować jedynie poprzez balansowanie ciałem. Z kolei w paralotniach z napędem, gdzie uprząż jest usztywniona dodatkowymi wspornikami, większe znaczenie ma operowanie sterówkami.
Stopniowe zaciąganie obu sterówek naraz powoduje zwiększenie kąta natarcia, w efekcie czego paralotnia hamuje. Jest to manewr, który należy wykonywać z wyczuciem, gdyż nadmierne wybranie linek sterowniczych może prowadzić do niebezpiecznego przeciągnięcia, którego konsekwencją jest oderwanie strug powietrza od górnej powierzchni skrzydła, a w efekcie szybkie i niekontrolowane opadanie. Dynamiczne przeciągnięcie, czyli raptowne zaciągnięcie sterówek, stosuje się w momencie lądowania w celu położenia skrzydła na ziemi.

#### Przyspieszacz (speedsystem)
Wiele paralotni wyposażonych jest w przyspieszacz. Do belki znajdującej się pod nogami pilota przymocowane są dwie linki, których zaciągnięcie skraca przednie linki nośne skrzydła, zmniejszając kąt natarcia. Paralotnia osiąga wtedy większą prędkość postępową kosztem szybszego opadania. W praktyce używa się go przy lotach w górach, aby silny wiatr nie przewiał pilota na zawietrzną stronę stoku

#### Uszy (klapy)
Jest to manewr polegający na zawinięciu końców skrzydła pod spód poprzez ściągnięcie rękami zewnętrznych linek nośnych. Dzięki temu powierzchnia skrzydła zmniejsza się, a prędkość opadania wzrasta. Manewr ten jest stosowany najczęściej przy podejściu do lądowania, w celu wytracenia wysokości i trafienia w lądowisko.

#### B-stall
Manewr ten polega na ściągnięciu w dół linek nośnych rzędu B (drugi rząd, patrząc od czoła paralotni). W ten sposób skrzydło załamuje się na całej szerokości, tracąc profil aerodynamiczny. Prędkość postępowa maleje wtedy do zera i następuje szybkie (do 6–7 m/s), a jednocześnie stabilne opadanie.
B-stall używany jest gdy pilot musi szybko zmniejszyć wysokość lotu, np. gdy silny komin termiczny wciąga paralotnię do wnętrza chmury.

### Deformacje skrzydła
W trakcie lotu paralotnią pilot może doświadczyć różnego rodzaju deformacji skrzydła, zwanych potocznie "atrakcjami". Są one powodowane błędami w pilotażu, wskutek niewłaściwej reakcji na zachowania skrzydła oraz przez niekorzystne zjawiska meteorologiczne.

#### Podwinięcie boczne (klapa)
Klapa polega na podwinięciu krawędzi natarcia skrzydła z prawej lub lewej strony. Takie boczne podwinięcie skutkuje zmianą kierunku lotu, a w skrajnych przypadkach może doprowadzić do korkociągu. Może ono zostać spowodowane przez zbyt gwałtowną, zbyt głęboką reakcją na sterówce.

#### Podwinięcie czołowe (Front, Frontstall)
O podwinięciu czołowym mówimy wówczas, gdy podwija się krawędź natarcia skrzydła na całej jego długości. Stać się tak może wskutek kołysania się skrzydła wzdłuż osi przód-tył. Reakcją pilota powinno być uniesienie rąk w górę i uwolnienie sterówek, bez wypuszczania ich jednak z rąk.

## Paralotniarstwo sportowe
Paralotniarstwo jest dziedziną sportów lotniczych, na arenie międzynarodowej organizowaną przez Międzynarodową Federacje Lotniczą FAI. FAI rozróżnia w chwili obecnej 3 dyscypliny sportowe: paralotniarstwo przelotowe (ang. cross country paragliding), paralotniarstwo precyzyjne (ang. precision paragliding) – polegające na precyzyjnym lądowaniu i akrobacje paralotniową. W tych dyscyplinach są organizowane Mistrzostwa Świata, mistrzostwa kontynentów i mistrzostwa narodowe.
W konkurencjach przelotowych oraz w akrobacji jest rozgrywany również Puchar Świata (ang. Paragliding World Cup – PWC). Są to zawody cykliczne rozgrywane kilkukrotnie w ciągu roku w różnych miejscach świata, z których wyniki sumują się. Zawody z cyklu PWC są organizowane przez niezależną organizację powołaną w tym celu – Stowarzyszenie Pucharu Świata PWCA – i mają najwyższy poziom sportowy.
Latanie na paralotni z napędem PPG jest zaliczane – według klasyfikacji FAI – do odrębnej dziedziny sportu: sportu mikrolotowego, razem z motolotniarstwem i lataniem na samolotach ultralekkich.
Najpopularniejszą konkurencją w paralotniarstwie przelotowym, podobnie jak w lotniarstwie i szybownictwie, jest przelot po zadanej trasie. Zespół sędziowski wyznacza listę punktów zwrotnych, które zawodnicy muszą osiągnąć w odpowiedniej kolejności. Punkty otrzymuje się za czas osiągnięcia mety, lub – jeżeli zawodnik nie ukończył trasy – za pokonany dystans. Rozgrywane są również przeloty otwarte – bez mety – w których trzeba uzyskać maksymalną odległość od startu do lądowania. Do weryfikacji uzyskanego wyniku dawniej używana była dokumentacja fotograficzna a obecnie wykorzystywane są odbiorniki GPS z możliwością zapisu śladu.

### Zawody On-Line Contest
Piloci uczestniczący w tego typu zawodach wysyłają za pośrednictwem internetu zapisy tras przelotów zapamiętane przez odbiorniki GPS. Cała organizacja lotów leży po stronie zawodników i mogą oni wykonywać loty wtedy, kiedy jest odpowiednia pogoda i w dogodnym dla siebie miejscu. Punkty otrzymuje się za przeleciany dystans i corocznie publikowany jest ranking najlepszych pilotów w danym sezonie.
Pierwsze zawody tego typu były organizowane przez niemiecki magazyn Aerokurier dla pilotów szybowcowych. Później do rywalizacji tego typu włączyli się lotniarze i paralotniarze z niemieckiego stowarzyszenia DHV. Pierwsze zawody OLC zorganizowano w 2002 roku a w roku 2006 wzięło w nich udział ponad 2000 paralotniarzy z całego świata. W 2007 roku niemiecki OLC z powodów organizacyjnych utracił faktyczny monopol w tym zakresie na rzecz kilku niezależnych organizacji, również FAI prowadzi obecnie prace nad włączeniem tego typu rywalizacji do swoich struktur sportowych.

### Sport paralotniowy w Polsce
W Polsce, organizowane są Paralotniowe Mistrzostwa Polski, zawody regionalne oraz Rankig Pilotów Paralotniowych będący sumą wielu zawodów i służący do wyłonienia Paralotniowej Kadry Narodowej na następny sezon. Polscy piloci startują w zawodach Pucharu Świata, Mistrzostwach Świata, otwartych mistrzostwach innych krajów oraz uczestniczą w rywalizacji On-Line. Opiekę na wszystkimi sportami lotniczymi formalnie sprawuje Aeroklub Polski.

## Wyposażenie dodatkowe

### Wariometr

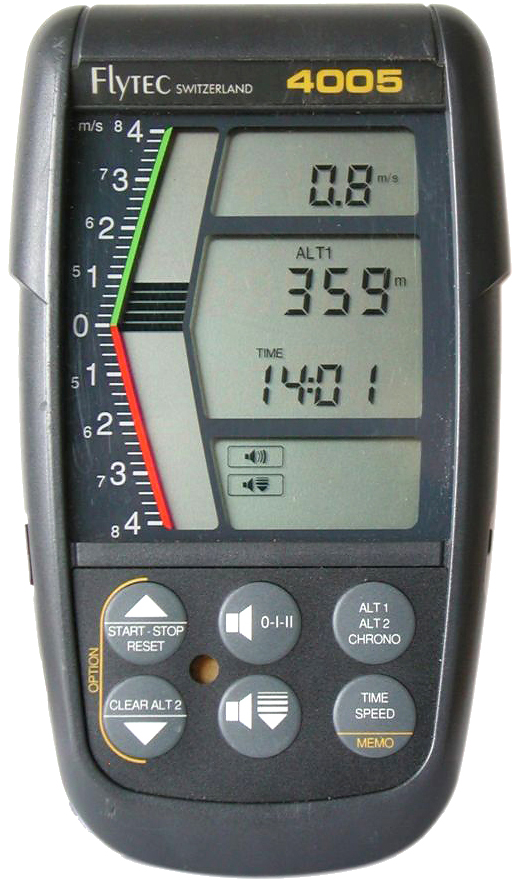
Wariometr z wysokościomierzem

Człowiek, w odróżnieniu od ptaków, nie jest w stanie poczuć drobnych zmian ciśnienia powietrza, po których mógłby ocenić czy wznosi się, czy opada. O ile gwałtowny ruch w górę przy wejściu w komin termiczny jest wyczuwalny, to ciągłe wznoszenie i ciągłe opadanie są nierozróżnialne dla ludzkich zmysłów. Tutaj pilotom z pomocą przychodzi technika.
Wariometr pokazuje aktualną prędkość wznoszenia lub opadania. Urządzenie to wskazuje również uśrednione wartości ruchu pionowego (np. z ostatnich 10 s) oraz wysokości względem wybranych punktów (zazwyczaj jako odniesienia używa się poziomu morza i punktu startu). Oprócz wyświetlacza podającego prędkość pionową posiada głośnik emitujący dźwięki o różnych tonach i natężeniu, w zależności od kierunku i siły noszenia. Można spotkać się z wariometrami posiadającymi funkcję zapisu parametrów lotu (ruchów pionowych) w czasie oraz możliwość współpracy z GPS-em.

### Radio
Ze względu na niskie koszty i dużą niezawodność, standardowym wyposażeniem niemalże każdego paralotniarza jest ręczne radio UKF. Najczęściej używane są radia pracujące w paśmie 70 cm (PMR 446 MHz) oraz 2 m (144 MHz). O ile to pierwsze jest ogólnodostępne (do mocy nadawania 500 mW), o tyle na inne pasma potrzebna jest licencja krótkofalarska. Istnieją radia łączące możliwości nadawania na dwóch pasmach – tzw. duobandery.

### GPS
GPS z rejestratorem przelotu jest niezbędny w niektórych konkurencjach sportowych, by sprawdzić czy pilot osiągnął wszystkie wymagane punkty kontrolne.
Zapis trasy w trakcie lotu pozwala ocenić kierunek i siłę wiatru względem powierzchni ziemi, a po skończonym locie jest doskonałym materiałem do analizowania skutków podjętych decyzji i wykonanych manewrów.

## Bezpieczeństwo
Paralotniarstwo często bywa postrzegane jako sport dużo bardziej niebezpieczny, niż jest w rzeczywistości.
Jak każdy sport lotniczy, wymaga od pilota ciągłej koncentracji i obserwacji otoczenia, dbałości o stan sprzętu, a także dużej wiedzy na temat zjawisk pogodowych. Ogromna ilość wypadków spowodowana była przez pilotów, którzy zdecydowali się na lot w warunkach zbyt trudnych jak na ich umiejętności.
Większość pilotów stara się unikać:
- silnej aktywności termicznej – duże różnice prędkości między pionowymi prądami mogą spowodować podwinięcie skrzydła – sytuację, z której wyjście wymaga wprawy i zapasu wysokości
- silnego wiatru – przewianie paralotni na zawietrzną stronę wzgórza może oznaczać konieczność lądowania w silnych rotorach, które są w stanie nagle podwinąć skrzydło na wysokości zbyt małej, by posiłkować się spadochronem zapasowym
- chmur typu cumulonimbus – powstają one na szczycie bardzo silnych kominów termicznych, w których prędkość wznoszenia jest większa niż maksymalna prędkość opadania paralotni; Wciągnięcie w chmurę jest sytuacją skrajnie niebezpieczną, ze względu na brak widoczności, silne i turbulentne wiatry wiejące wewnątrz niej oraz bardzo niską temperaturę
- trudnych lądowisk – budynki, drzewa i inne przeszkody powodują rotory i mogą uniemożliwić bezpieczne lądowanie; Najbardziej niebezpieczne są linie energetyczne i telekomunikacyjne – niemalże niewidoczne z powietrza na tle ziemi
- silnikowych statków powietrznych – zarówno samoloty, jak i śmigłowce wytwarzają bardzo silne turbulencje, które zagrażają stabilności miękkopłata
- nieodpowiedzialnych pilotów – zderzenie z inną jednostką powietrzną jest jedną z najbardziej niebezpiecznych sytuacji.

Wymogi bezpieczeństwa obejmują wyposażenie w postaci atestowanego spadochronu zapasowego i kasku. Ponadto przed każdym startem pilot powinien dokładnie sprawdzić podczepienie do skrzydła, zapięcie pasów uprzęży i stan linek sterowniczych. Uprzęże stosowane przez paralotniarzy są często łączone z tzw. protektorami. Są to odpowiednio wyprofilowane kształtki wykonane z pianek, które chronią pilota przed bezpośrednim zderzeniem z ziemią w trakcie lądowania. Przyjmują one formę siedziska lub mają kształt zbliżony do fotela, dzięki czemu chronią także kręgosłup i plecy paralotniarza.
Zarówno paralotnia, jak i spadochron zapasowy, wymagają okresowych przeglądów technicznych.

### Wypadki
Przy zachowaniu zdrowego rozsądku i zasad bezpieczeństwa, prawdopodobieństwo wypadku jest akceptowalne. Większość kontuzji odniesionych przez pilotów, to potłuczenia i zwichnięcia podczas niefortunnego startu lub lądowania. Przypadki śmiertelne są rzadkością, niemniej jednak również się zdarzają, jak np. wypadek z 3 października 2015 roku, kiedy to nad Włoszczową zderzyło się w powietrzu dwóch paralotniarzy. Niestety obaj zginęli, w tym prezes Świętokrzyskiego Stowarzyszenia Paralotniowego. Zgodnie z prowadzoną przez niemiecką organizację DHV w roku 2002 analizą statystyk wypadków, ryzyko wypadku śmiertelnego przy uprawianiu paralotniarstwa wynosi jak w tabeli:
| %                           | Paralotniarstwo | Lotniarstwo | Spadochroniarstwo | Lotnictwo ultralekkie | Szybownictwo | Lotnictwo (maszyny do 2 ton MTOW) |
| --------------------------- | --------------- | ----------- | ----------------- | --------------------- | ------------ | --------------------------------- |
| ryzyko wypadku śmiertelnego | 0,04            | 0,05        | 0,05              | 0,07                  | 0,07         | 0,11                              |
| ryzyko wypadku              | 0,61            | b/d         | 1,2               | b/d                   | 0,42         | 0,32                              |

Porównanie liczby wypadków w podziale na kategorie polskich statków powietrznych w rok 2017 vs 2018 lub na terytorium RP.
| liczba zdarzeń | Paralotniarstwo | Lotniarstwo | Spadochroniarstwo | Baloniarstwo | Lotnictwo ultralekkie | Szybownictwo | Śmigłowce | Samoloty |
| -------------- | --------------- | ----------- | ----------------- | ------------ | --------------------- | ------------ | --------- | -------- |
| wypadek 2017   | 13              | 7           | 20                | 0            | 8                     | 18           | 3         | 18       |
| wypadek 2018   | 19              | 2           | 38                | 1            | 6                     | 20           | 5         | 22       |

### Treningi bezpieczeństwa
Dla zaawansowanych pilotów organizowane są specjalne treningi bezpieczeństwa. Piloci, latając nad wodą i słuchając poleceń instruktora, umyślnie wprowadzają paralotnię w ustalone wcześniej niebezpieczne figury (podwinięcia, przeciągnięcia, spirale), a następnie starają się wyprowadzić skrzydło do normalnego lotu.
Treningi bezpieczeństwa są także organizowane w Polsce przez doświadczonych krajowych instruktorów.

## Nauka latania
Paralotniarstwo jest na tyle popularne, że w pobliżu każdego dogodnego do latania miejsca można znaleźć szkołę. W Polsce jest ich kilkanaście. Instruktor, by prowadzić szkolenia, musi posiadać uprawnienia przyznane przez Urząd Lotnictwa Cywilnego. Opinii o konkretnej szkole można też poszukać w internecie.
W Polsce przepisy zmieniają się dość często. Obecnie szkolenie obejmuje trzy etapy:
- etap I: Loty w zakresie podstawowym,
- etap II: Loty wysokie/Doskonalenie technik pilotażu,
- etap III: Szkolenie w lotach żaglowych i termicznych,

Ponadto istnieje dodatkowe szkolenie do startów z użyciem wyciągarki. Ze względu na nizinny charakter polskiego terytorium, bardzo często jest on połączony z etapem I.
Pierwszy etap nauki zazwyczaj obejmuje zbieganie po niezbyt stromym zboczu w celu "postawienia" skrzydła i utrzymywania go we właściwej pozycji. Zazwyczaj po kilku próbach udaje się dokonać pierwszego, kilkunastometrowego zlotu. Potem uczniowie przenoszą się na większe zbocze lub na lotnisko wyposażone w wyciągarkę.
Innym rozwiązaniem są loty dwuosobową paralotnią wraz z instruktorem. Często jest to wstęp do właściwego szkolenia, podczas którego przyszły pilot może szybko zaznajomić się z uczuciem unoszenia się w powietrzu i zachowaniem paralotni.

### Świadectwo kwalifikacji pilota paralotni

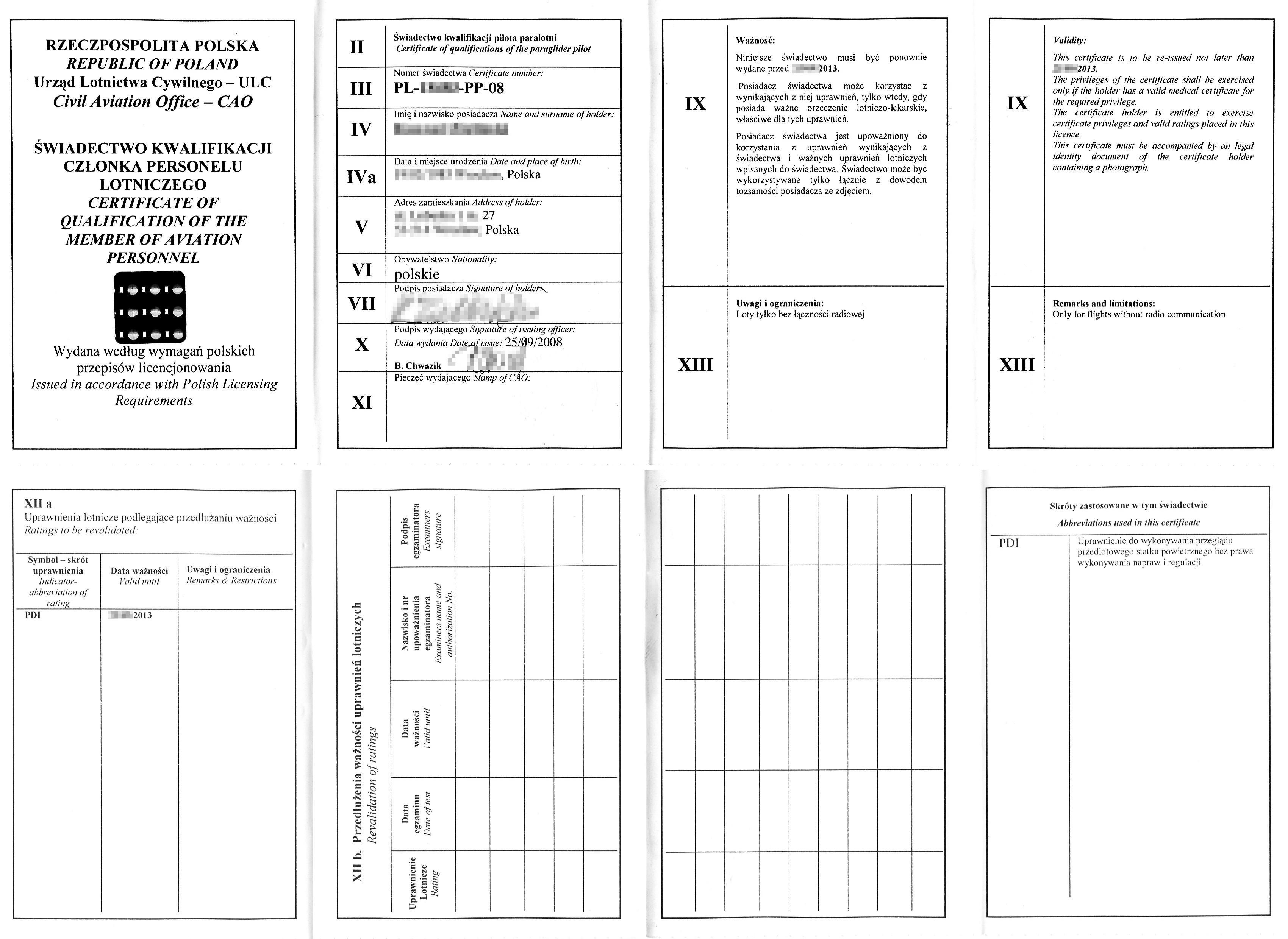
Świadectwo wydane w 2008

Oficjalnym dokumentem uprawniającym do uprawiania paralotniarstwa jest Świadectwo kwalifikacji pilota paralotni, wydawane przez Urząd Lotnictwa Cywilnego.
Większość kwestii prawnych związanych ze szkoleniem i egzaminami reguluje Rozporządzenia Ministra Transportu, Budownictwa i Gospodarki Morskiej z dnia 2 września 2013 r. w sprawie licencjonowania personelu lotniczego (Dz.U. z 2021 r. poz. 1713) wraz załącznikami. Przepisy te zmieniają się dość często i w znaczący sposób, dlatego zainteresowani powinni śledzić je na bieżąco.
Od października 2006 r. do egzaminu na świadectwo kwalifikacji można podchodzić już po drugim etapie szkolenia (zlikwidowano wymóg wykonania lotów w warunkach termicznych i żaglowych). Egzaminy mogą być już przeprowadzane w szkołach paralotniowych (pierwsza sesja odbyła się w połowie grudnia 2006 r.), a nie wyłącznie przez Urząd Lotnictwa Cywilnego w Warszawie. Centralizacja w połączeniu z obszernym materiałem teoretycznym skutecznie zniechęcała wielu pilotów do zdawania egzaminów. Wielu lata bez wymaganych uprawnień, a niektórzy decydują się na szkolenie za granicą, np. na Słowacji.

### Międzynarodowa karta IPPI
Karta IPPI (The International Pilot Proficiency Information Card) jest dokumentem wystawianym przez Międzynarodową Federację Lotniczą FAI, powszechnie uznawanym w większości krajów. Wbrew potocznemu rozumieniu nie jest licencją pilota, a informacją o posiadanych przez daną osobę umiejętnościach, dzięki czemu możliwe staje się dopuszczenie jej do lotu na podstawie licencji wydanej w innym kraju.
Karta IPPI posiada pięć stopni, które odzwierciedlają poziom wyszkolenia pilota:
1. Ground skimming – obsługa naziemna i loty ślizgowe tuż nad ziemią. W praktyce taka karta nie jest wydawana i łączy się ją od razu z poziomem 2.
2. Altitude gliding – loty ślizgowe na wysokościach pozwalających na manewrowanie w powietrzu, bez korzystania z prądów wznoszących.
3. Basic soaring – szybowanie w prądach wznoszących w warunkach laminarnych.
4. Advanced soaring – szybowanie w warunkach turbulentnych.
5. Cross country – przeloty.

Posiadanie polskiego Świadectwa kwalifikacji pilota paralotni uprawnia do wystąpienia o przyznanie licencji IPPI poziomu 3. Jest to poziom wystarczający do samodzielnego latania w wielu krajach, choć np. w Szwajcarii i Austrii wymagane minimum to IPPI 4.
Do udziału w międzynarodowych zawodach paralotniowych wymagane jest posiadanie licencji IPPI 4, a bardzo często nawet IPPI 5.

## Historia
W roku 1961 francuski inżynier Pierre Lemoigne skonstruował spadochron z wcięciami po bokach i z tyłu, dzięki czemu można było holować go w powietrzu, a także kierować jego lotem. Urządzenie otrzymało nazwę Para-Commander i dało początek sportowi znanemu jako parasailing.
W 1964 Amerykanin Domina Jalbert opracował pierwszy spadochron komorowy (parafoil). Wynalazek ten zrewolucjonizował spadochroniarstwo, stając się protoplastą współczesnych spadochronów szybujących.
Równolegle trwały badania prowadzone przez NASA nad spadochronami dla kosmicznych kapsuł ratunkowych. Ich owocem było szybujące skrzydło zaprojektowane przez Davida Barisha. Po testach w 1965 r. wynalazca próbował promować zloty z górskich stoków jako letnią formę rekreacji w ośrodkach narciarskich. Nie spotkało się to ze znaczącym zainteresowaniem.
Po lekturze artykułu w magazynie Parachute Manual trzech francuzów – Jean-Claude Bétemps, André Bohn i Gérard Bosson – rozpoczęło eksperymenty ze spadochronem szybującym na górze Pointe du Pertuiset, w roku 1978. Próby zaowocowały stumetrowym zlotem, zakończonym na boisku piłkarskim. Moment ten uważa się za narodziny paralotniarstwa.
Od tego czasu paralotniarstwo stawało się coraz bardziej popularne. Kolejne konstrukcje coraz bardziej odbiegały kształtem od prostokątnego spadochronu. Największy rozkwit popularności oraz wprowadzania wynalazków i ulepszeń w sprzęcie miało miejsce w latach 90. XX wieku.
Pierwsze mistrzostwa świata w paralotniarstwie rozegrano w austriackim Kössen w 1989 r.
W roku 1998 NASA przeprowadziła próby statku powrotnego X-38 wyposażonego w specjalną paralotnię, pozwalającą na kontrolowane lądowanie na powierzchni Ziemi.

### Polska
Początki paralotniarstwa w Polsce datuje się na lata 1987-1988. Pierwsze paralotnie startowały ze stoków w Tatrach. Były to w większości konstrukcje amatorskie – zmodyfikowane spadochrony szybujące typu RL-10, 12, lub SW-11, 12.
Pierwsze zawody rozegrano w 1992 roku w Zakopanem na stoku Nosala. Wystartowało w nich około 80 zawodników. W tym samym roku Aeroklub Wałbrzyski zorganizował w Karkonoszach pierwsze Mistrzostwa Polski.

## Liczba pilotów
Według szacunkowych danych najwięcej paralotniarzy jest we Francji – około 25 tysięcy. Niewiele ustępują jej Niemcy, Austria, Szwajcaria, Japonia i Korea Południowa – około 10 do 20 tysięcy w każdym z tych krajów. Zaskakująco małą popularnością paralotniarstwo cieszy się w Stanach Zjednoczonych, gdzie uprawia ten sport zaledwie 4 do 5 tysięcy osób (wszystkie dane z roku 2004).
W Polsce na początku 2006 r. zarejestrowanych było 1261 posiadaczy Świadectwa kwalifikacji pilota paralotni, w tym 70 osób z uprawnieniami instruktorskimi. Faktyczna liczba regularnie latających paralotniarzy jest kilkukrotnie wyższa.

## Rekordy
Wybrane rekordy, stan na październik 2018:
- Najdłuższy przelot w linii prostej: 13 października 2016, start z Tacima Paraiba lądowanie po 11 godzinach  Novilho w Brazylii, dystans: 553 km, piloci: Donizete Lemos, Rafael Saladini i Samuel Nascimento[8]
- Największe przewyższenie ponad miejsce startu: 4526 m, Robbie Whittall.
- Największa wysokość n.p.m. i zarazem przewyższenie – Polka Ewa Wiśnierska-Cieślewicz startująca w barwach Niemiec na zawodach w Australii została zassana przez chmurę burzową cumulonimbus i po utracie przytomności osiągnęła 9946 m n.p.m., cudem unikając śmierci (jaka spotkała w tej chmurze innego pilota). Wydarzenie to nie stanowi oficjalnego rekordu.
- Najstarszy paralotniarz na świecie – 22 lipca w 2017 roku 91-letni Polak Janusz Orłowski samodzielnie wykonał lot na paralotni, ustanowił Rekord Guinnessa[9].